# Lajtaszentmiklós vasútállomás
Lajtaszentmiklós vasútállomás (németül: Bahnhof Neudörfl) egy burgenlandi vasútállomás Lajtaszentmiklós településen, melyet az ÖBB üzemeltet.

## Története

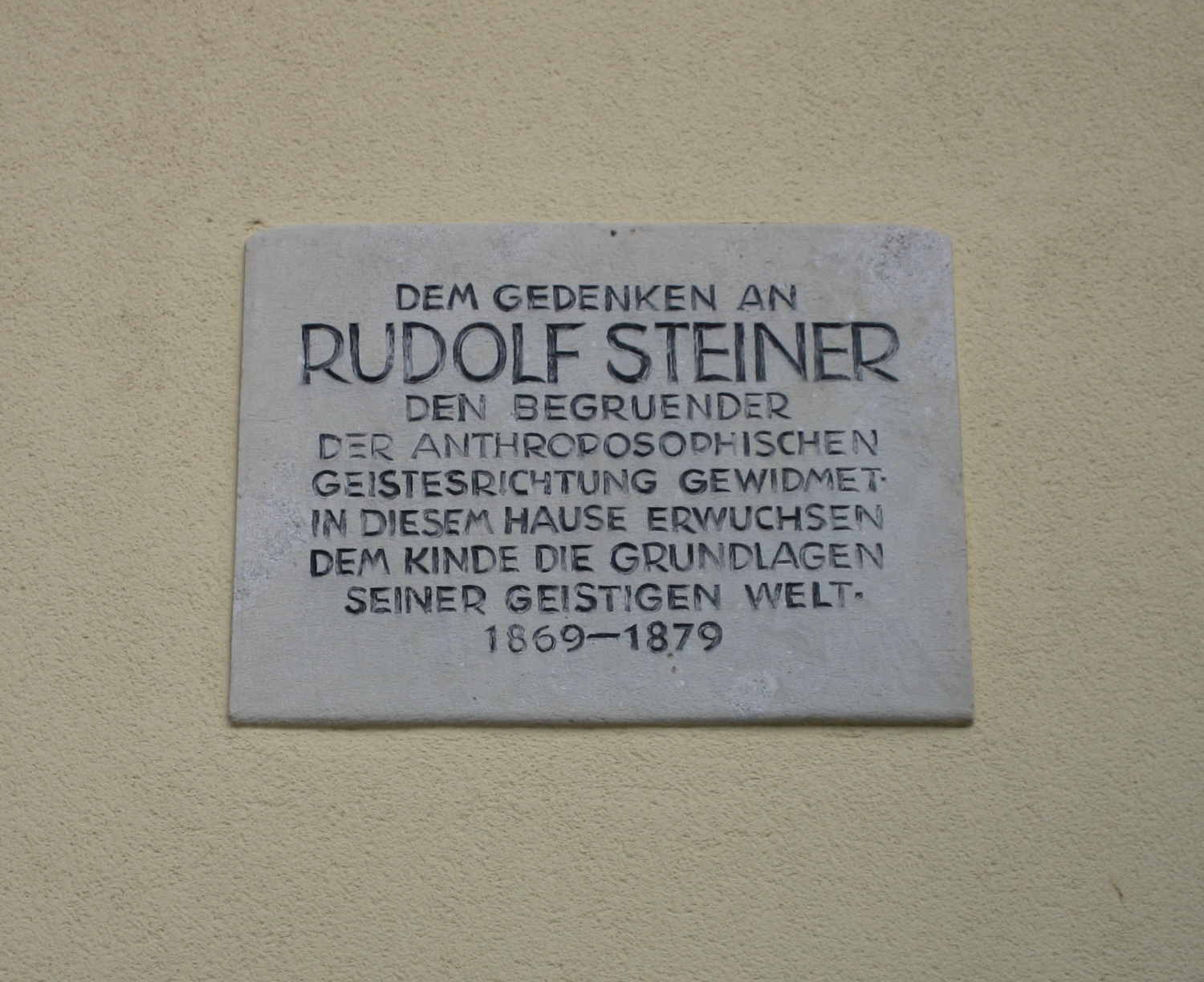
Az 1951-es emléktábla

1869 és 1879 között az állomás épületében lakott Rudolf Steiner, akinek édesapja állomásfőnök volt.

## Vasútvonalak
Az állomást az alábbi vasútvonalak érintik:

## Kapcsolódó állomások
A vasútállomáshoz az alábbi állomások vannak a legközelebb:
- Savanyúkút vasútállomás
- Bahnhof Katzelsdorf

## Forgalom
| Járat                       | Útvonal | Gyakoriság |
| --------------------------- | --- | ---------- |
| személyvonat (Regional/R93) | Wiener Neustadt Hauptbahnhof (Bécsújhely) – Katzelsdorf – Neudörfl (Lajtaszentmiklós) – Bad Sauerbrunn (Savanyúkút) – Wiesen-Sigleß (Rétfalu Siklósd) – Mattersburg Nord (Nagymarton-Északi) – Mattersburg (Nagymarton) – Marz-Rohrbach (Márcfalva-Fraknónádasd) – Loipersbach-Schattendorf (Lépesfalva-Somfalva) – Sopron | Óránként   |